# Арабський соціалізм
Арабський соціалізм (араб. الاشتراكية العربية, al-ishtirākīya al-‘arabīya) — політична ідеологія, що поєднує в собі ідеї панарабізму та соціалізму. Арабський соціалізм з'явився на 50 років пізніше, ніж класичний соціалізм, і має деякі ідеологічні відмінності.

## Походження та роль арабського соціалізму
Арабський соціалізм був важливим політичним напрямком у арабському світі. Пік інтелектуального та політичного розвитку ідеології припав на 1950-1960 роки, коли її ідеї лягли в основу партії арабського соціалістичного відродження.
Термін «арабський соціалізм» вперше ввів один із засновників партії «Баас» Мішель Афляк, підкреслюючи ідеологічні відмінності між арабським та марксистським соціалізмом, будь-якими іншими видами соціалізму.

## Ідеологія
Для Африки арабський соціалізм є необхідним рухом за арабську єдність і свободу тому, що соціалістична система власності і розвитку могла би вирішити економічні наслідки колоніалізму. В цей же час він відхиляв «традиційний» марксизм с його атеїзмом, інтернаціоналізмом і матеріалізмом, настільки непридатним для арабської ситуації. В той час як арабський соціалізм значною мірою перейняв економічну і соціальну програму європейського соціалізму, характерні для нього інтеллектуальні та духовні риси нав'язали деякі обмеження на його революційний потенціал: засоби виробництва мають буду націоналізованні, але при збереженні таких традиціїних цінностей як приватна власність та успадкування власності. Такі примітивні громадські структури, як феодалізм, кочівництво і племінна система, релігійні відмінності і дискримінація жінок, повинні лишатися в минулому, але не порушувати при цьому соціальні зв'язки, формующі основу арабської ідентичності. Арабський соціалізм часто здається як «середній шлях» між капіталістичнім Заходом і комуністичним Сходом і як сучасне вираження традиційних арабських цінностей.
Арабський соціалізм неможливо розглядати без зв'язку с антиколоніальною націоналістичною парадигмою, що проявляється також в політичній і економічних доктринах його ідеології. Наприклад, економічна програма арабських соціалістів часто зосереджувалась на знищенні зв'язків з колишніми державами-окупантами, на перерозподілу землі, конфіскованої поселенцями чи іноземним урядом і на досягнення незалежності в економічній сфері як засіб досягнення політичної незалежності.
Найбільш помітними економічними успіхами були земельні реформи в Єгипті (1952 р.), в Сирії (1963 р.), і Іраку (1970 р.), а також націоналізація основних галузів промисловості і банківського сектора в цих країнах. Але в Єгипті і Сирії більшість цих реформ були згодом скасовані. Більш успішними вони були в Іраку, напевно, завдяки нафтовим багатствам країни, до ірано-іракської війни в 1980 року.